# BlaBlaCar
BlaBlaCar — крупнейший в мире международный онлайн-сервис поиска автомобильных попутчиков. Сервис был основан в 2006 году французом Фредериком Маззеллой. В основном сервис работает для междугородных поездок, а расходы на дорогу делятся пропорционально среди всех участников поездки, однако в 2017 году также запущен сервис BlaBlaLines, созданный для организации совместных поездок на небольшие расстояния и ежедневных городских или пригородных маршрутов. По данным на 2017 год, BlaBlaCar действует в 22 странах и насчитывает 50 миллионов пользователей. Оператором сервиса является компания Comuto SA, стоимость которой оценивается в 1,6 млрд долларов.

## Особенности сервиса
Сервис BlaBlaCar представляет собой площадку для совместных поездок (карпулинг), на которой водители (частные лица) и пассажиры заранее договариваются о поездке: водитель предлагает свободные места в своём автомобиле, а пассажиры, планирующие отправиться в том же направлении, бронируют их. Пассажир указывает желаемый пункт отправления и назначения, после чего сервис отображает подходящие предложения от водителей. После поездки пользователи оставляют друг о друге публичные отзывы. Администрация сервиса контролирует стоимость поездки (в среднем пассажир платит не более одной трети стоимости топлива на конкретную поездку) и количество пассажиров (не более 8 человек).
Водители, использующие BlaBlaCar, не зарабатывают, оказывая транспортные услуги, а лишь частично или полностью компенсируют расходы на поездку, которые распределяются пропорционально среди всех участников поездки, в отличие от такси, при использовании которого расходы оплачивает только пассажир, а направление поездки не ограничивается водителем, и автостопа, где по факту платит только водитель, который следует исключительно по своему маршруту.
Изначально сервис работал для междугородных поездок (например, среднее расстояние, на которое люди ездят через BlaBlaCar в России, составляет 340 километров), однако позже был также запущен сервис BlaBlaLines, созданный для организации совместных поездок на небольшие расстояния и ежедневных городских или пригородных маршрутов. Как и у конкурентов, BlaBlaLines работает как приложение для iPhone и Android.
Сервис часто сравнивают с Uber, Lyft и другими такси-сервисами. Однако BlaBlaCar, в отличие от Uber, работает только для междугородних поездок и не оказывает услуги по требованию пассажира — водитель едет по указанному маршруту безотносительно того, найдёт он попутчиков или нет.
Как пишет издание Bloomberg, с запуском проекта BlaBlaLines компания приблизилась к переполненному рынку перевозок на короткие расстояния, на котором уже работали Uber и Lyft.
На 2017 год сервис предлагает всего несколько направлений внутри Франции: Реймс — Шалон-ан-Шампань, Тулуза — Монтобан и маршруты по Парижу и его окрестностям. К 2018 году проект обещают масштабировать на всю Францию.
Сервис монетизируется за счёт комиссии, которая взимается с пассажиров в некоторых странах (Франция, Бельгия, Испания, Португалия, Великобритания, Италия, Германия, Польша). По словам Николаса Брюссона, в каждой стране BlaBlaCar сначала набирает большое количество пользователей, затем переводит сообщество на систему онлайн-бронирования, интегрирует платформу с локальными платежными системами и начинает монетизацию. Во Франции объём пользования услугами BlaBlaCar упал на треть в 2015 году, когда на рынок дальних пассажирских перевозок вышли дешёвые автобусные маршруты, известные как «автобусы Макрона»; однако в следующем году за счёт снижения сборов на стратегических маршрутах компании удалось восстановить число пользователей.
В сентябре 2016 года компания заявила, что планирует начать брать комиссию и с российских пользователей; размер сервисного сбора составит до 20 % от стоимости поездки. В октябре 2018 года сервис запустил платные опции в России и Украине.
21 января 2019 года BlaBlaCar сообщил, что в ближайшее время запустит идентификацию российских пользователей по паспортным данным. ID-check станет дополнительным уровнем безопасности. Точную дату запуска пока не сообщили .

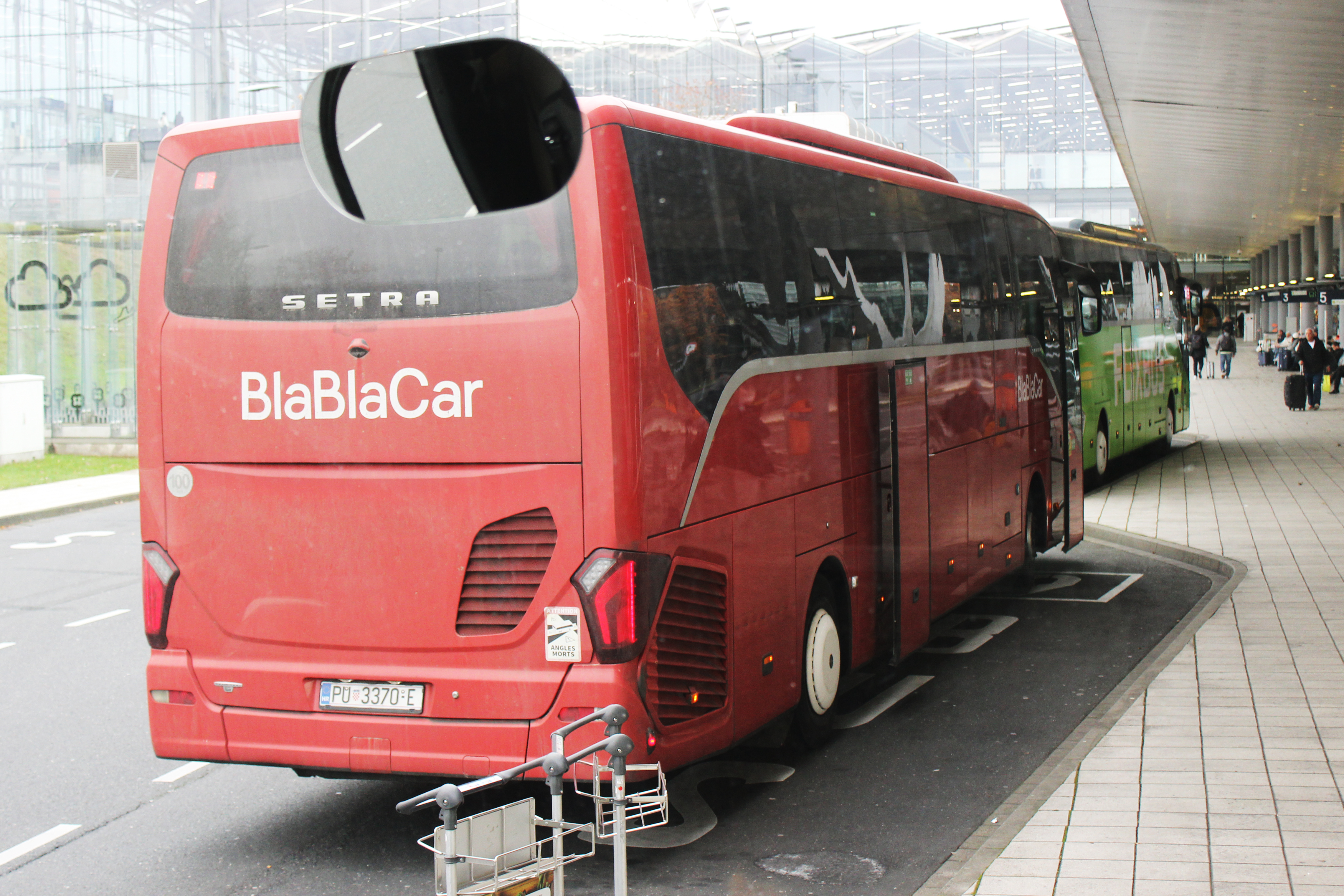
Автобус BlaBlaCar на остановке аэропорта Кельн-Бонн

### Безопасность пользователей
Согласно информации на сайте сервиса, команда сайта проверят профили и отзывы пользователей, личность каждого участника подтверждена и участники наверняка знают, с кем они садятся в машину. Тем не менее, пользователям рекомендуется самостоятельно проверять отзывы и профили водителей и попутчиков в социальных сетях, прежде чем куда-то с ними ехать. На сайте доступна опция «только для женщин», с помощью которой можно планировать поездки, где и водителем, и попутчиками могут быть только женщины.
В 2017 году французская полиция арестовала 52-летнего мужчину, в период с 2013 по 2014 годы совершившего восемь изнасилований женщин в возрасте от 20 до 30 лет, которых он находил, давая объявления о поиске попутчиков в Blablacar. Преступник угощал жертв шоколадом, куда подмешивал транквилизаторы, а когда женщины засыпали, совершал с ними насильственные действия сексуального характера.
23 декабря 2018 года в Московской области ранее судимый за изнасилование и имевший проблемы с психикой 39-летний мужчина совершил убийство молодой женщины, взявшей его в качестве попутчика на Blablacar. В своём профиле убийца использовал чужую фотографию и вымышленные данные.

## История
Идея создания сервиса родилась в 2003 году у француза Фредерика Маззеллы. В 2006 году он приступил к реализации проекта, взял в кредит 70 тыс. евро, основал компанию Comuto (от лат. «обмениваться с другими») и приобрёл доменное имя Covoiturage.fr (от фр. «совместные поездки на автомобиле»), зарегистрированное в 2004 году Винсеном Кароном. В 2007 году во Франции проходила забастовка работников общественного транспорта, и стартап оказался в центре внимания; по мнению Мазеллы, это был переломный момент для компании. В августе 2008 года Comuto запустила новую версию сайта, позволившую добавлять отзывы, размещать фотографии и описания. В сентябре 2008 года Covoiturage.fr стал самым популярным сайтом совместных автомобильных поездок во Франции. В июне 2012 года Covoiturage.fr начал использовать модель монетизации, при которой пассажиры бронируют поездки онлайн, оплачивая установленный сервисный сбор.
С целью унификации сервиса в разных странах, 29 апреля 2013 года французский сайт Covoiturage.fr был переименован в BlaBlaCar (название пошло от поля, в котором пользователи указывают степень своей разговорчивости во время поездки). К концу года компания обслуживала более 5 миллионов пользователей и подтвердила перевозку 1 миллиона человек в месяц в 10 странах. К сентябрю 2014 года количество пользователей достигло 10 миллионов.
В мае 2017 года во Франции был запущен сервис BlaBlaLines, созданный для организации совместных поездок на небольшие расстояния и ежедневных городских или пригородных маршрутов. Приложение первое время было доступно только на Android и охватывало на старте всего несколько маршрутов — между Реймсом и Шалон-ан-Шампань, а также между Тулузой и Монтобаном (в сентябре приложение также стало доступно в Париже).
В августе BlaBlaCar договорился с Google об интеграции сервиса в мобильное приложение Google Maps. В приложении райдшеринговый сервис стал отображаться как новый вариант в разделе общественного транспорта при выборе маршрута. Функция работает для пользователей Бельгии, Испании, Италии, Польше, Франции и Украины, а в дальнейшем, по словам Мазеллы, каршеринг через Google Maps будет доступен во всех странах, где представлен сервис. За каждую транзакцию клиентов BlaBlaCar платит небольшую комиссию корпорации Google.

### Международная экспансия

Страны-представители BlaBlaCar по данным на декабрь 2016 года

Первой страной после Франции, в которой начали предлагаться услуги BlaBlaCar, стала Испания. В 2009 году Маззелла запустил испанскую версию сайта Comuto.es. В 2011 году Comuto вышла на рынок Великобритании и запустила сервис BlaBlaCar.com.
По данным венчурной компании Accel Partners и фондов ISAI и Cabiedes & Partners, в январе 2012 года компания Comuto потратила 7,5 миллионов евро на финансирование своей экспансии в Европе, и за этот год были запущены сервисы в Италии, Португалии, Польше, Нидерландах, Люксембурге и Бельгии. В апреле 2013 года сервис BlaBlaCar также появляется в Германии.
В феврале 2014 года BlaBlaCar вышел на территорию России и Украины за счёт поглощения российско-украинского сервиса «Подорожники», который основал Алексей Лазоренко с двумя партнёрами. Сумма покупки «Подорожников» публично не озвучивалась, а сам Алексей Лазоренко продолжил работать в BlaBlaCar в должности регионального руководителя в России и Украине. За первые 10 месяцев работы в России на сервисе зарегистрировалось более 1 млн человек, что стало абсолютным рекордом среди всех стран, где до этого запускался BlaBlaCar. К 2017 году Россия стала ключевым рынком для компании, который, тем не менее, остаётся немонетизированным.
В начале июня 2014 года, согласно данным Index Ventures, компания направила ещё 100 миллионов долларов на распространение сервиса за пределами Европы, и уже в сентябре BlaBlaCar вышел на рынок Турции, а в Анкаре был открыт восьмой по счёту региональный офис компании.
В январе 2015 года BlaBlaCar запустился в Индии, а в апреле компания выкупила двух конкурентов: немецкий Carpooling.com и венгерский AutoHop, работавший в Венгрии, Румынии и на Балканах. Оба сервиса перестали быть самостоятельными, а все их работники, включая основателей, перешли в BlaBlaCar. В том же месяце BlaBlaCar вышел на рынок Мексики, поглотив местную райдшеринговую компанию Rides, а офис в Мексике стал 12-м региональным представительством.
В сентябре 2015 года BlaBlaCar сообщил о привлечении 200 миллионов долларов инвестиций, которые в том числе планировалось потратить на ускорение распространения в странах Латинской Америки и Азии. В январе 2016 года BlaBlaCar выкупил сервис Jizdomat, выйдя на рынок Чехии и Словакии.
К концу 2016 года компания снизила инвестиции в Мексике, Турции и Индии ввиду отсутствия достаточного спроса на райдшеринговые услуги, закрыв местные отделения, хотя мобильное приложение в этих странах продолжало действовать. В 2017 году сооснователь фирмы Николас Брюссон (с октября 2016 года занявший пост её генерального директора) отметил, что Россия станет основным рынком для BlaBlaCar, а рынок США, напротив, не входит в планы компании из-за низких цен на топливо и частых внутренних авиарейсов.
В августе 2018 года BlaBlaCar приобрела российский сервис карпулинга BeepCar, запущенный Mail.Ru Group. Обсуждались также сценарии объединения BlaBlaCar, BeepCar и сервиса поиска билетов на автобусы Busfor, но этот вариант не устроил Busfor, после чего BlaBlaCar объявил о запуске BlaBlaPro для владельцев автобусов и минивэнов, чтобы конкурировать с Busfor.
В ноябре Объединением автопассажирских перевозчиков был подан коллективный иск с требованием запретить BlaBlaCar в России.
В январе 2019 года BlaBlaCar объявил о запуске в России коммерческих междугородных автобусных перевозок. К проекту, который тестировался с весны 2018 года, ранее высказывали замечания органы прокуратуры. В самом BlaBlaCar настаивают, что будут работать только с легальными перевозчиками.
25 июля 2019 года Общественная организация «Общероссийское объединение пассажиров» направила в Госдуму письмо с инициативой о формировании «чёрного списка» онлайн-ресурсов, которые сотрудничают с нелегальными автобусными перевозчиками. В подготовленный Объединением перечень из 229 сайтов был включён BlaBlaCar
В 2021 году места в автобусах составляли 20% от всех бронирований на платформе BlaBlaCar.

## Ключевые показатели
BlaBlaCar является непубличной компанией, поэтому финансовые показатели не комментируются сотрудниками. В 2015 году инвесторы оценивали компанию в 1,6 млрд долларов США, что позволяло ей войти в число так называемых «единорогов» — стартапов, чья капитализация превысила миллиард долларов. Business Insider оценил ежегодную выручку BlaBlaCar в 72 млн долл., однако Николас Брюссон заявил, что расчёты неверны, так как они не учитывают, что во многих странах компания не удерживала комиссию.
По данным на 2017 год BlaBlaCar обслуживает 50 миллионов пользователей в 22 странах (более 12 миллионов приходится на российский рынок).
К сентябрю 2017 года, по сообщению компании, её сервисом в месяц пользовалось 8 миллионов водителей в разных странах.
В компании работает более 450 (по другим данным, 500) сотрудников 35 национальностей по всему миру, около двух третей персонала работает во Франции. 

В российской команде работает 11 человек во главе с Алексеем Лазоренко, маркетологи, бизнес-девелопер, пиар-менеджер и менеджеры по развитию занимаются исключительно продвижением сервиса, а все остальные решения принимаются во Франции.
По статистике компании, сервис насчитывает более 2 млн доступных для бронирования мест и более 3 млрд километров опубликованных маршрутов, также утверждается, что за время существования BlaBlaCar было сэкономлено порядка 700 000 тонн выбросов углекислого газа.

## Собственники и руководство
Сервис BlaBlaCar принадлежит компании Comuto, основателем которой является Фредерик Маззелла. В октябре 2016 году он передал полномочия CEO сооснователю компании Николасу Брюссону, ранее руководившего международной экспансией. Маззелла возглавил правление компании и сохранил за собой пост исполнительного председателя. Третьим сооснователем компании является Франсис Наппез, находящийся в должности CTO.

## Инвестиции
Летом 2014 года венчурные инвесторы вложили в сервис 100 млн долларов США, этот раунд стал одним из крупнейших в технологическом секторе Европы. Главным инвестором выступил фонд Index Ventures, также средства вложили Accel Partners, ISAI и Lead Edge Capital, ранее уже инвестировавшие в BlaBlaCar.
В 2015—2016 гг. компания привлекла инвестиции в размере 240 млн долларов:
в сентябре 2015 года BlaBlaCar привлёк инвестиции в размере 200 млн долларов в раунде D от компаний Insight Venture Partners и Lead Edge Capital при участии Vostok New Ventures. В июле 2016 года Фонд Vostok New Ventures вложил в BlaBlaCar ещё 40 млн евро;
в сентябре 2016 года компания привлекла инвестиции в размере 21 млн евро от российского фонда Baring Vostok, который в начале 2000-х также инвестировал и в «Яндекс».

## Критика и конкуренты
Сервис часто сравнивают с Uber, Lyft и другими такси-сервисами. Однако BlaBlaCar, в отличие от Uber, работает только для междугородних поездок и не оказывает услуги по требованию пассажира — водитель едет по указанному маршруту безотносительно того, найдёт он попутчиков или нет. По словам Николаса Брюссона, на Uber нужно платить от одного до двух долларов за милю, в то время как на BlaBlaCar — около 5 центов.
В 2016 году Booking Group запустила сервис совместных путешествий Boombilla. По словам основателя Booking Group Алена Байбекова, в России очень большой и неосвоенный рынок междугородных перевозок, поэтому конкуренции новый сервис не боится.
Другим прямым конкурентом в России является сервис BeepCar от Mail.Ru Group, запущенный в 2017 году.
В интервью изданию Roem.ru Алексей Лазоренко заявил, что он не боится нового конкурента, а за время существования BlaBlaCar было запущено множество подобных сервисов, большинство из которых оказались неуспешными. К тому же появление на российском рынке Beepcar имело положительный эффект и для BlaBlaCar в связи с тем, что райдшеринг как услуга стал более известен и увеличился рост спроса как со стороны водителей, так и со стороны клиентов. По мнению Лазоренко, «говорить громко про совместные поездки так, чтобы люди не узнали при этом о BlaBlaCar, — невозможно». Также было отмечено, что Mail.ru Group не пропускает рекламу BlaBlaCar во «ВКонтакте» и «Одноклассниках» из-за того, что холдинг развивает собственный сервис.
В 2017 году был опубликован отчёт инвестбанка UBS, показывающий топ-10 сервисов по заказу поездок у таксистов или частных водителей на основе количества скачиваний приложений в 2016 году. BlaBlaCar, на долю которого пришлось 2,5 % всех загрузок подобных сервисов, занял седьмое место (в 2014 году сервис был на третьем месте с 3,9 %). В российском рейтинге BlaBlaCar делит 4 место с Gett. Глава BlaBlaCar в России и Украине Алексей Лазоренко отметил, что наличие компании в рейтинге «не удивительно», однако сам сервис не принадлежит к категории on-demand и это «не совсем справедливо, что BlaBlaCar оказался среди сервисов такси».
Во Франции ряд автомобильных сервисов испытывают немалые трудности. Так, в 2015 году Uber закрыл свой проект UberPop, с помощью которого клиенты связывались с частными перевозчиками без коммерческих разрешений, а в 2016 году компанию оштрафовал французский суд. Райдшеринговый сервис Heetch также был признан французским судом незаконным. Однако BlaBlaCar сумел сохранить отношения с регулятором. По словам Фредерика Маззеллы, BlaBlaCar не рассорился с регулятором из-за того, что в его модели водители не зарабатывают денег в отличие от того же Uber, а плата за проезд лишь покрывает издержки.
В 2017 году испанская конфедерация автобусного транспорта подавала в суд на BlaBlaCar, требуя признать деятельность компании незаконной на территории Испании, однако арбитражный суд Мадрида иск отклонил.
В ноябре 2018 года российская общественная организация «Объединение автопассажирских перевозок» подала иск в суд с требованием блокировки BlaBlaCar; сервис обвинили в помощи нелегальным перевозчикам, которые не платят налоги и не соблюдают требований безопасности. Апелляционным определением Московского городского суда в принятии иска было отказано в связи с экономическим характером предъявленного иска, что указывает на необходимость обратиться в арбитражный суд по рассмотрению такого вида спора. Арбитражный суд первой инстанции и Апелляционный арбитражный суд также отказали в иске к BlaBlaCar.